# Hallstattcultuur

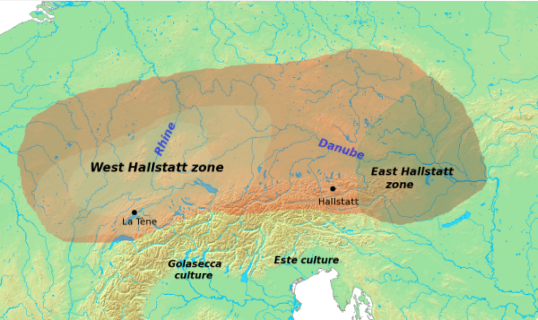
Expansie van de Hallstattcultuur

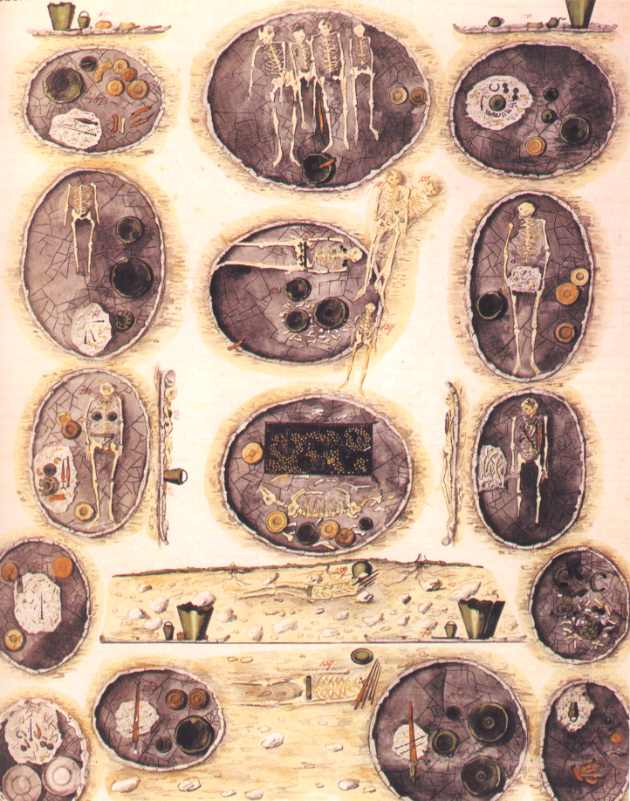
Oudste tekeningen van opgravingen bij Hallstatt

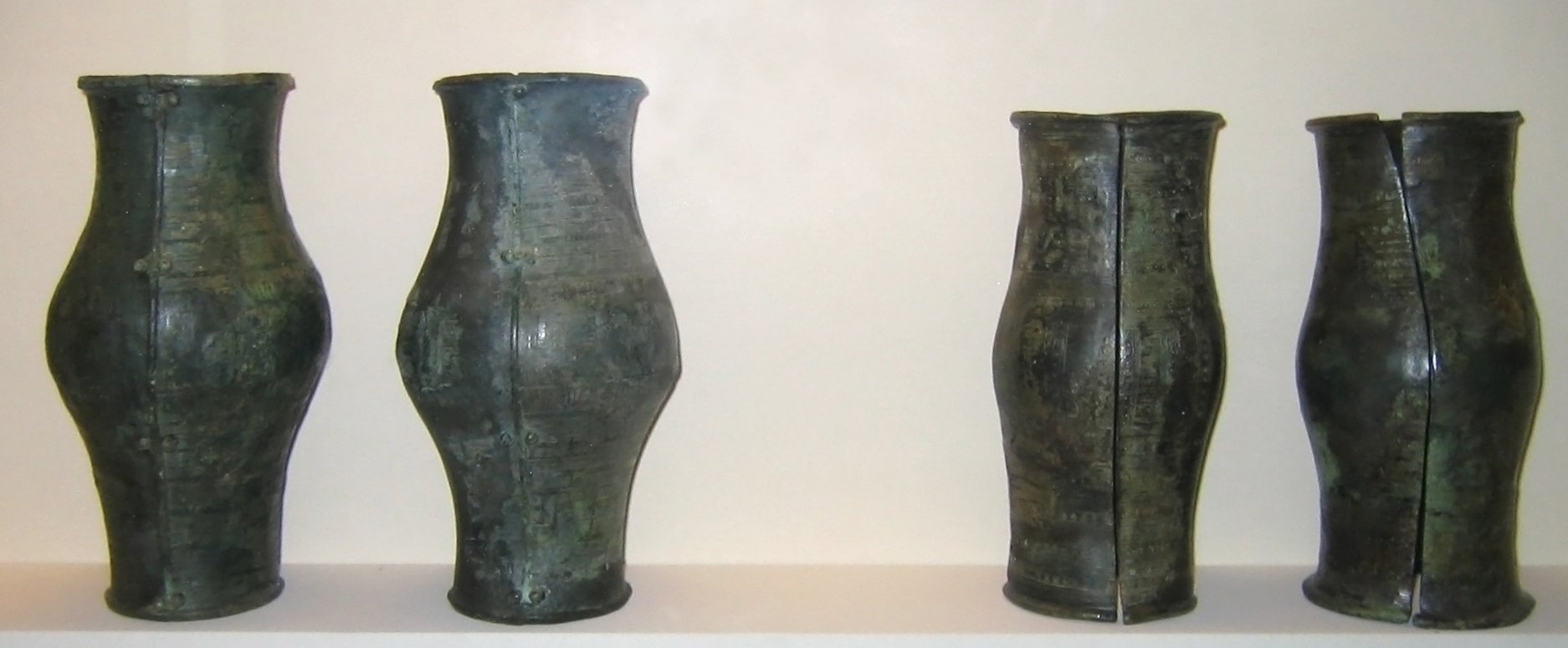
Ton armbanden

De Hallstattcultuur, genoemd naar het dorpje Hallstatt in Opper-Oostenrijk, is een beschaving die vanaf de vroege IJzertijd (ca. 800 - 500 voor de moderne jaartelling) in Centraal-Europa (Zuid-Duitsland, Oostenrijk, Zwitserland, Noord-Italië, Tsjechië en Hongarije) veel sporen heeft nagelaten.

## Vier fasen
In de Bronstijd vallen Hallstatt A (1200 - 1000 v. Chr.) en Hallstatt B (1000 - 800 v. Chr.). De Keltische periode wordt meestal met Hallstatt C begonnen, hoewel het heel goed mogelijk is dat ook de bronstijdfasen van de Hallstattcultuur Keltisch waren.
Deze IJzertijdfase betreft Hallstatt C (800 - 650 v. Chr.) en Hallstatt D (650 - 450 v. Chr.).

## Herkomst
Deze archeologische cultuur is, onder Thraco-Cimmerische invloed, voortgekomen uit de lokale urnenveldencultuur waarna ze zich ontwikkelde tot een Keltische stam.

## Onderzoekingen
In 1734 werd in de steenzoutmijn in Hallstatt in de Salzberg een gemummificeerde mijnwerker gevonden, die dateert uit de zesde tot vierde eeuw voor onze jaartelling. Deze mijnwerker is ooit om het leven gekomen doordat de mijn overstroomde. Helaas werden deze vondsten vernietigd voor ze door de moderne wetenschap onderzocht konden worden.
Bergmeister Johann Georg Ramsauer (1795-1874) was de eerste die systematische opgravingen deed in het grafveld bij Hallstatt, in opdracht van het kaiserlich königliches Münz- und Antikenkabinett. Hij legde in totaal 980 graven bloot. Dit resulteert in 1868 in een monografie door Eduard Freiherr von Sacken (1825-1883), de beheerder van het Kabinett. Het begrip Hallstatt-Kultur werd in 1876 geïntroduceerd door de archeoloog Hans Hildebrand. Omdat het onderzoek van de Hallstattcultuur zo vroeg is begonnen, is de naam niet alleen in gebruik voor de cultuur zelf, maar ook en voornamelijk om de vroege ijzertijd aan te duiden. De Hallstatt-Kultur is dus niet per se hetzelfde als Hallstatt-zeitlich (Hallstattperiode), hetgeen nogal eens voor verwarring wil zorgen.
Sinds de jaren zestig van de 20e eeuw worden de prehistorische zoutmijnen gedetailleerd onderzocht en zijn op vele plaatsen grafheuvels, grafvelden en nederzettingen gevonden. Niet alleen in Hallstatt, maar verspreid over heel Centraal-Europa. Met name de aanleg van het ICE-traject heeft vele vondsten uit deze tijd opgeleverd.

## Kenmerken
De Hallstattcultuur kenmerkt zich door zeer grote grafheuvels, waarvan sommige een stenen kern hebben. De grootste grafheuvel, van iets meer dan 100 meter in doorsnee, was de Magdalenberg bij Villingen.
In de zevende eeuw v. Chr. werden nog veel mensen van de Hallstattcultuur gecremeerd. Urnen met crematieresten werden in de grafheuvel bijgezet. De belangrijkste mensen in de samenleving kregen een grafheuvel en dat worden nu vorstengraven genoemd, van het Germaans voor 'voorste, eerste'. In het Frans en Engels wordt van 'prinsengraven' gesproken, dat weer van 'eerste' (princeps) is afgeleid van het Latijn. Rijke mannen kregen een groot zwaard mee, dat soms met geometrische motieven was gedecoreerd en ingelegd met goud en het servies was van aardewerk, dat zeer kleurrijk kon zijn.
De zesde eeuw v. Chr. kenmerkt zich door grote nederzettingen met muren en rijke graven voor de elite. Het werd gebruikelijk de doden te begraven, maar crematie kwam ook nog voor. Mannen kregen geen groot zwaard meer mee en het aardewerken servies werd vervangen door servies van brons. De doden kregen kostbare voorwerpen mee, onder meer uit het Middellandse Zeegebied.
Er was levendige handel met het Middellandse Zeegebied.
De doden droegen vaak prachtige sieraden van goud. Meestal werd de dode in een grafkamer bijgezet van grote houten balken. Op het houten plafond werden stenen gelegd. Bij vondsten is gebleken dat alles in het graf werd platgedrukt door het instorten van de vergane houten balken. Doordat de doden in het midden van de grafheuvel werden bijgezet, zijn hun graven vaak geopend en beroofd: men wist precies waar men moest zoeken. Na de centrale begraving werden grafkamers buiten het centrum aangelegd, waardoor die beter zijn bewaard.
De graven zijn voorzien van vele grafgiften, zoals wapens, gebruiksvoorwerpen en in enkele gevallen grote bronzen vaten, ook wel kraters genoemd, waarvan het doel niet helemaal duidelijk is.

### Wagengraven

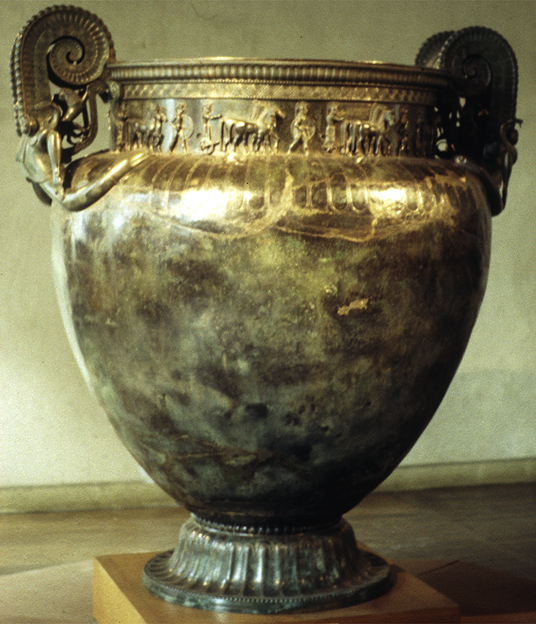
Vix-krater, grootste Grieks mengvat meegegeven als grafgift

Uit sommige van de graven bij Hallstatt zijn indrukwekkende houten wagens bekend, in één geval zelfs een geïmporteerd Etruskisch exemplaar. De meest vierwielige wagens zijn met veel oog voor detail gebouwd, ze zijn licht en comfortabel door een ijzeren vering. In sommige gevallen zijn er aanwijzingen dat de dode zittend op de wagen begraven werd, iets dat ook in de La Tène-periode gebruikelijk was.
Niet alleen wagens, ook kleine, symbolische wieltjes van klei worden veel gevonden. De reden waarom ze werden meegegeven is niet geheel duidelijk, maar waarschijnlijk had de wagen een religieuze betekenis. Ook kleimodelletjes van handen (en soms andere voorwerpen) komen regelmatig voor.
Bekend is het Vorstengraf van Vix, het graf van een Keltische priesteres, edelvrouw of koningin in de grafheuvel van Vix (bij Mont Lassoix in Frankrijk) dat in 1953 werd ontdekt. Het dateert uit de 6e eeuw v.Chr. en de vrouw is ongeveer 35 jaar geworden. Het graf van 3 op 3 meter is rijkelijk versierd en ingericht. De mummie lag op een wagen, waar de wielen van zijn afgenomen en opzij gezet. Behalve de gouden torque van bijna een halve kilo die bij het hoofd lag vond men ook andere fijne sieraden, fibula's, armbanden en beeldjes van vliegende paarden, alsook drinkgerei, mengbekers en een reusachtige Griekse krater (groot mengvat) van 1,65 m hoog, 265 kg zwaar met een inhoud van meer dan duizend liter. Deze laatste is de grootste die ooit ergens werd aangetroffen. Er staan Gorgonen op afgebeeld, naast Griekse krijgers en strijdwagens, en op het deksel staat een vrouwenfigurine.
Nabij Waldalgsheim dicht bij de Rijn en de stad Bingen is een dergelijk wagengraf voor een vrouw gevonden, al was daar het lijk verdwenen.
De Cultuswagen van Strettweg (7e eeuw v.Chr.), gevonden in Zuidoost-Oostenrijk, een vierwielige kar met een godin, ruiters met bijlen en schilden, bediendes en paarden. (Landesmuseum Johanneum, Graz, Oostenrijk)
Het vorstengraf van Oss dateert ook uit de Hallstattperiode (fase C).

## Standenmaatschappij
Uit het beschikbare onderzoeksmateriaal komt het beeld van een sociaal gedifferentieerde maatschappij naar boven. Mensen waren niet elkaars gelijken; sommigen hadden het veel beter dan anderen. Dit blijkt onder andere uit vondsten van zogenoemde vorstengraven, die gekenmerkt worden door, gerekend in arbeid en materiaal, zeer kostbare graven met zeer rijke bijgiften, niet alleen lokale producten, maar ook ingevoerde luxe-artikelen.
Uit de verschillende grafvelden blijkt dat er een aanmerkelijk verschil in begraafwijze is. Sommigen krijgen rijke grafgiften en een grafheuvel, anderen moeten het doen met een eenvoudige begrafenis en een paar symbolische giften of helemaal geen.

## Mijnbouw
De mijnbouw in het gebied rond Hallstatt en Dürnnberg dateert al van de midden-bronstijd. Dit werd aangetoond door vondsten van gereedschappen in de zoutmijnen. In de 18e eeuw werden zelfs de mummies van verongelukte prehistorische mijnwerkers gevonden, maar deze zijn later vernietigd. Er werd in die mijnen voornamelijk zout gewonnen, wat in die dagen een zeer waardevol handelsgoed was. Deze zoutwinning was wellicht de bron van de rijkdom die in zovele grote graven tentoon wordt gespreid.
Door de bijzondere omstandigheden in de zoutmijnen zijn ook leer en textiel bewaard gebleven. Zodoende is bekend dat de mijnwerkers veelal gekleed waren in een leren overkleed, met daaronder wollen onderkleding. Deze kleding was niet nieuw, maar heeft kennelijk een tweede leven als 'werkkleding' gekregen. Hierdoor zijn ook enkele voormalige 'pronkstukken' bekend. Aan de hand van de schoenmaten van het veelvuldig gevonden schoeisel is af te leiden dat niet alleen volwassenen in de mijnen gewerkt hebben, maar ook kinderen van verschillende leeftijden.
Uit onderzoek is bekend dat het om min of meer professionele mijnbouw ging, bedreven door een groep die door zouthandel in zijn levensonderhoud voorzag, waarbij omliggende land- en bosbouwgebieden voor de nodige ondersteuning in de vorm van hout, leer en voedsel zorgden.
Ook werd ijzer gedolven, met name in de Kalkalpen, maar aangezien ijzer vrij wijdverspreid voorkomt (als rood- en bruin-ijzer in gebergten en als ijzeroer in de vlakten) is dit waarschijnlijk nooit handelswaar geweest. Voor het koper en tin dat voor de productie van brons noodzakelijk was, was men op import aangewezen.